# Maaßel
Maaßel este o arie protejată (sit de importanță comunitară — SCI) din Germania întinsă pe o suprafață de 188,56 ha, integral pe uscat.

## Localizare
Centrul sitului Maaßel este situat la coordonatele 52°24′01″N 10°29′35″E / 52.4003°N 10.4931°E.

## Înființare
Situl Maaßel a fost declarat sit de importanță comunitară în ianuarie 2005 pentru a proteja un număr necunoscut de specii din flora spontană și fauna sălbatică aflate în arealul zonei.

## Biodiversitate
Situată în ecoregiunea atlantică, aria protejată conține 3 habitate naturale: Fânețe de joasă altitudine (Alopecurus pratensis, Sanguisorba officinalis), Păduri de stejar sau de stejar și carpen sub-atlantice și medio-europene de Carpinion betuli, Păduri aluvionare cu Alnus glutinosa și Fraxinus excelsior (Alno-Padion, Alnion incanae, Salicion albae).
La baza desemnării sitului se află un număr nedeclarat de specii protejate.